# ويليام فاوست
ويليام فاوست (بالإنجليزية: William Faust)‏ هو سياسي أمريكي، ولد في 29 مارس 1929 في بوسايروس في الولايات المتحدة، وتوفي في 31 ديسمبر 1994 في ديترويت في الولايات المتحدة. حزبياً، نشط في Michigan Democratic Party ‏. وقد انتخب عضو مجلس ولاية ميشيغان.